# Ron Morris
Ronald Hugh Morris, detto Ron (Glendale, 27 aprile 1935 – Glendale, 31 maggio 2024), è stato un astista statunitense.

## Biografia
Ai Giochi olimpici di Roma 1960 vinse la medaglia d'argento nella gara di salto con l'asta.

## Palmarès
| Anno | Manifestazione  | Sede | Evento           | Risultato | Prestazione | Note |
| ---- | --------------- | ---- | ---------------- | --------- | ----------- | ---- |
| 1960 | Giochi olimpici | Roma | Salto con l'asta | Argento   | 4,60 m      |      |